# Тервот, Зубайда
Зубайда Тарвот (араб. زبيدة أحمد ثروت‎; 14 июня 1940, Александрия — 13 декабря 2016, Каир) — египетская актриса турецкого и адыгского происхождения, одна из актрис золотого века египетского кино.

## Биография

### Происхождение
Зубайда Тарвот родилась в Александрии в 1940 году. Её отец Ахмед Тарвот — морской офицер. Её мать, принцесса Зубайда Хусейн Камель, являлась внучкой Хусейна Камеля, султана Египта во время Первой мировой войны и второго сына Исмаил-паши. Семья матери имеет адыгское происхождение. Адыги изначально входившие в состав мамлюков, до середины XX века были глубоко укоренены в египетской правящей элите.
Зубайда Тарвот приобрела известность, попав на обложку журнала Al Geel (Поколение) после победы в конкурсе красоты среди подростков. Она начала работать как актриса в 1956 году, появившись на несколько минут в фильме «Delela», параллельно продолжая изучать право в Александрийском университете, чтобы исполнить желание своего деда, который не был благосклонен к артистической карьере внучки.
Начало 1960-х годов в Египте было временем насеризма, и это привело к росту активности в культурной сфере. В это время начинается золотой век популярного египетского кино, когда страна стала третьим по величине производителем кинофильмов в мире.

### Кинематографические успехи

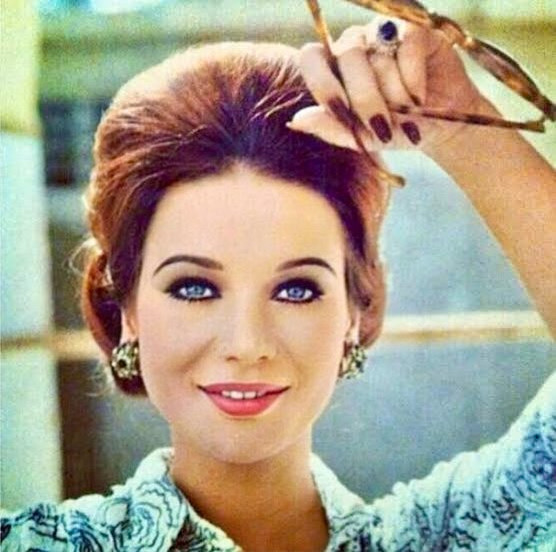
Зубайда Тарвот

Вскоре после этого Зубайда Тарвот окончательно вернулась к карьере актрисы и быстро стала звездой, в частности, сыграв в 1957 году у режиссёра Камаля Эль Шейха в фильме «Маленький ангел», затем у режиссёра Фатина Абдель Вахаба в ленте «Женщина моей жизни». Среди её самых известных фильмов — «День моей жизни», «Мужчина в нашем доме» и «Hâdithat Sharaf».
«День моей жизни» — мелодрама и мюзикл режиссёра Атефа Салема, в которой Зубайда Тарвот играет с очень популярным актёром Абделем Халим Хафезом. Фильм режиссёра Генри Бараката 1961 года «Мужчина в нашем доме» посвящён египетской семье, которой приходится скрывать молодого революционера, обвиняемого в убийстве политика, тема египетского сопротивления английской оккупации до революции 23 июля 1952 года года перекликается с темой продолжающейся деколонизацией на африканском континенте. Вместе с Зубайдой Тарвот, в фильме сыграл молодой актёр Омар Шариф.
Зубайда Тарвот была замужем несколько раз. За свою карьеру общественность дала ей различные прозвища, в том числе Киска из кино, Волшебные глаза и Королева романтики. Она вышла на пенсию в конце 1980-х.

## Избранная фильмография
- Wafaa Bila Nehaya (мини-сериал, 1978)
- Al Mothneboon (1975)
- El-Ragol Al-Akhar (1973)
- Yom min omri (1961)
- Nesf azraa (1961)
- Мужчина в нашем доме (1961)
- Джамиля (1956)